# Wedler Franz Logistik
Die Wedler Franz Logistik GmbH & Co. KG (WFL) ist ein privates Eisenbahnverkehrsunternehmen (EVU) mit Sitz in Potsdam. Das Unternehmen ist im Güterverkehr, der Bahnbaulogistik sowie Sonderreise- und Ersatzzuggeschäft tätig. Des Weiteren bietet das Unternehmen Personaldienstleistungen an.

## Geschichte
Das Unternehmen bietet seit 2004 Eisenbahndienstleistungen an und fokussiert sich dabei auf den Güterverkehr sowie die Bahnbaulogistik.
Des Weiteren verleiht die WFL auch Personal an andere Eisenbahnverkehrsunternehmen, wie an LEO-Express oder Bahntouristikexpress, die unter anderem den Flixtrain fahren.
Im Jahr 2020 und 2021 hatte die WFL auch Personal an TRI Train Rental verliehen.
Seit 2019 führt die WFL Ersatzverkehr durch, zum Beispiel auf dem RE 90 Stuttgart – Nürnberg von Go-Ahead Baden-Württemberg oder im Neckartal für Abellio Rail Baden-Württemberg. Auch für Abellio Rail NRW war es an derartigen Verkehren beteiligt.
Das Unternehmen kooperiert seit 2021 mit der schwedischen Snälltåget und setzt die Loks auf dem Nachtzugangebot Berlin – Stockholm ein.

## Einsätze im Personenverkehr

### Ersatzverkehr auf der Murrbahn im Jahr 2019

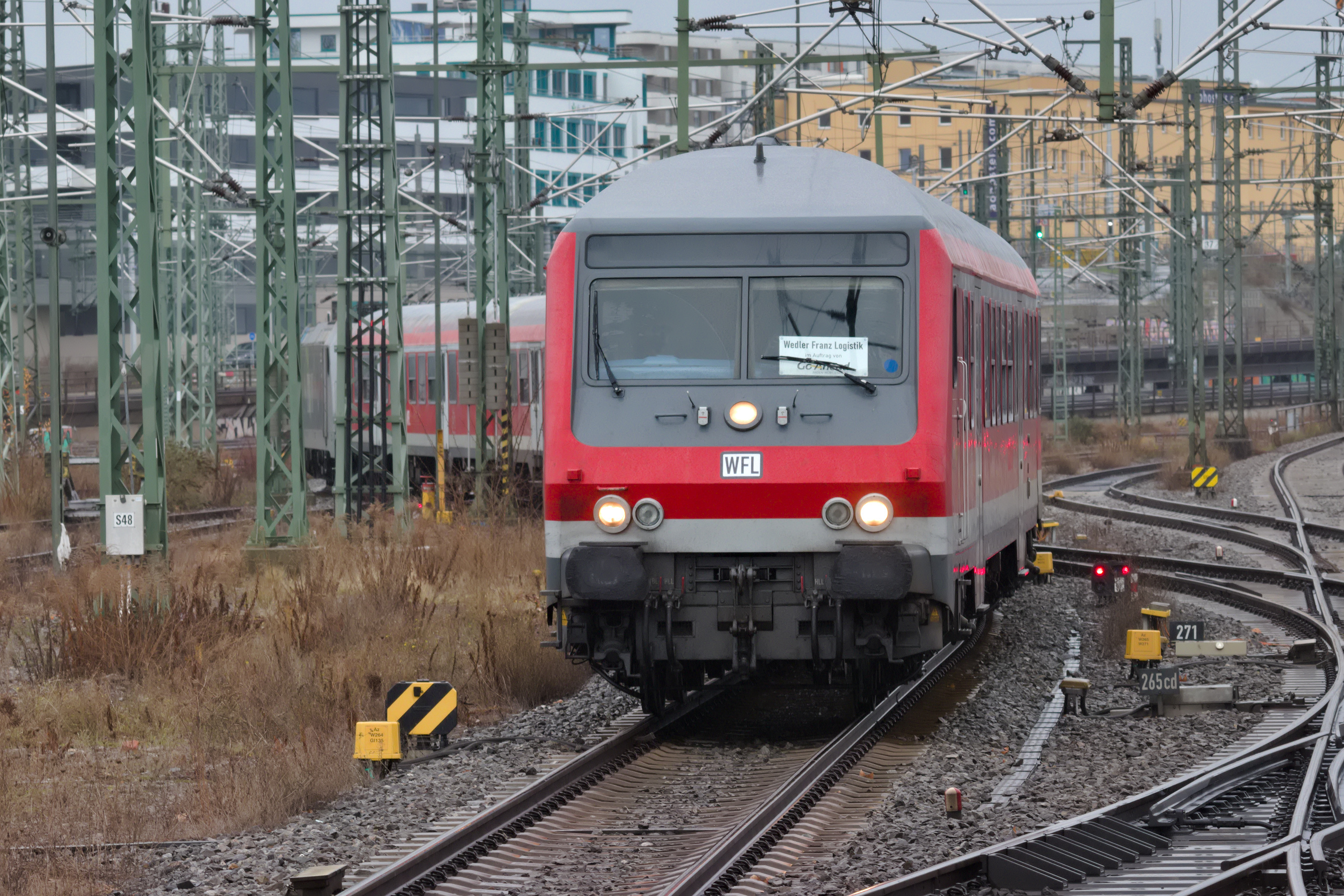
RE 90 (88662) aus Nürnberg betrieben von Go-Ahead und mit Wagenmaterial von Wedler Franz Logistik fährt in den Hauptbahnhof Stuttgart ein.

Die WFL betrieb vom 15. Dezember 2019 bis Ende April 2020 mit der Centralbahn und der TRI Train Rental den Ersatzverkehr für Go-Ahead auf der Strecke Stuttgart–Nürnberg. Grund war, dass die FLIRT 3 XL-Triebzüge von Go-Ahead noch nicht betriebsbereit waren. Die WFL übernahm zwei Umläufe des RE 90. Da der eigene Wagenbestand nicht ausreichte, mietete WFL einige Wagen von der Gesellschaft für Fahrzeugtechnik (GfF) an, ebenso drei Elektrolokomotiven bei HSL und Beacon Rail Leasing.

### Ersatzverkehr im Neckartal im Jahr 2020

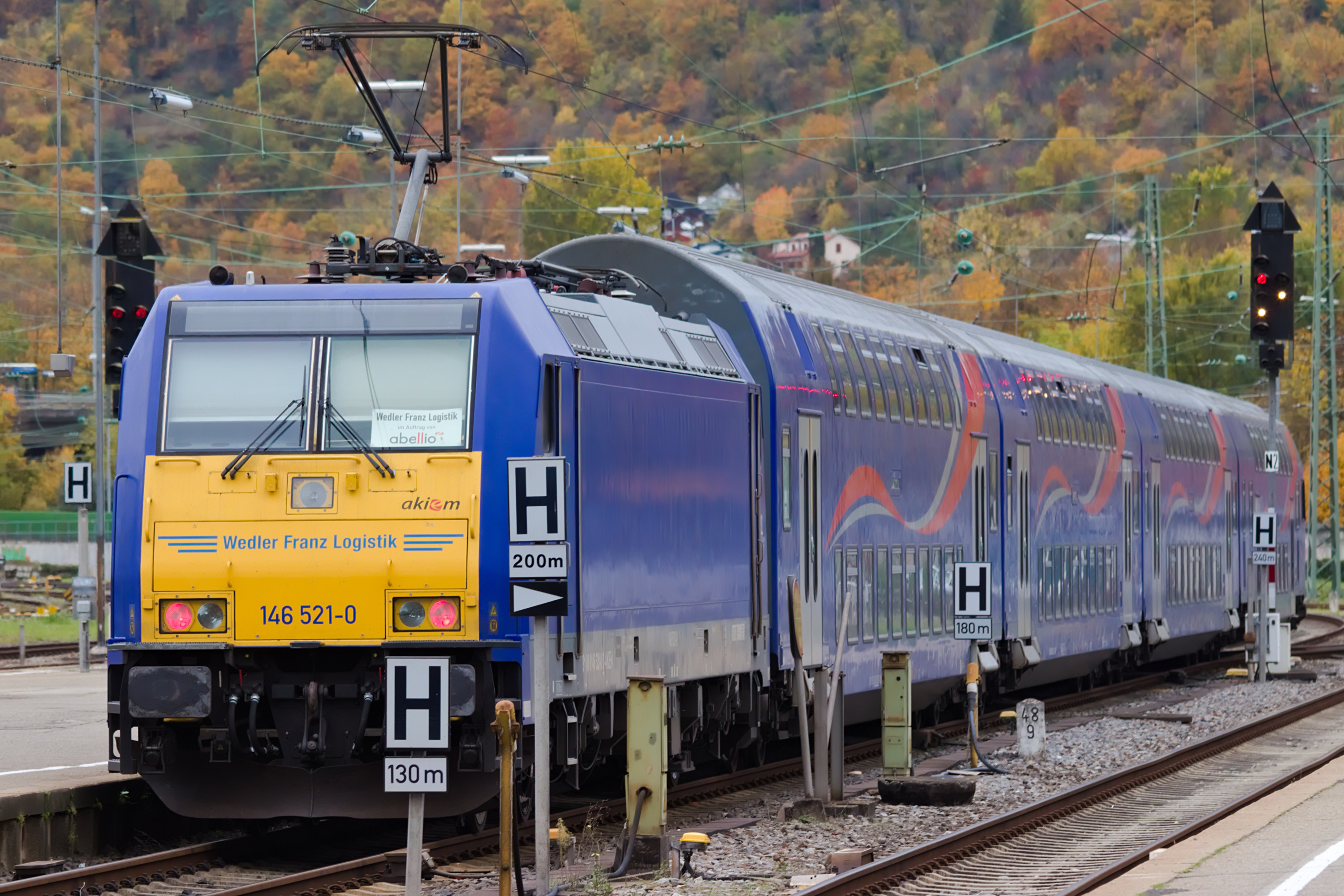
AKIEM 146 521 schiebt den IRE6-Ersatzzug von Abellio in Tübingen ein.

Aufgrund erheblichen Lieferschwierigkeiten von Bombardier Transportation, die für Abellio Rail Baden-Württemberg die TALENT 3-Triebzüge bauen, beauftragte Abellio die Firmen WFL und TRI Train Rental den IRE 6 Stuttgart – Tübingen sowie drei Umläufe des RE 10 Heilbronn – Stuttgart – Tübingen zu fahren, wobei TRI nur einen Umlauf des RE 10 übernahm. Der Ersatzverkehr lief vom 12. Juni 2020 bis zum 12. Dezember 2020.
Da der eigene Wagenbestand wieder nicht ausreichte, mietete sich die WFL n-Wagen von der Gesellschaft für Fahrzeugtechnik sowie Doppelstockwagen von der SRI Rail Invest GmbH. Auch der eigene Lokbestand reichte wieder nicht aus, um alle Leistungen erbringen zu können, weshalb Lokomotiven der Baureihen 146 und 185 von HSL Logistik, Beacon Rail Leasing und AKIEM sowie der Baureihen 112 und 143 von DB Regio angemietet wurden.

### Ersatzverkehr im Neckartal im Jahr 2021
Auch nach dem zweiten Ersatzverkehr für Abellio, der von TRI vom 12. Dezember 2020 bis zum 12. Juni 2021 durchgeführt wurde, waren nicht alle TALENT-3-Triebzüge von Abellio betriebsbereit. Die WFL übernimmt einen Umlauf sowie einen HVZ-Umlauf auf dem RE 10 vom 13. Juni 2021 bis September 2021.
Der Ersatzverkehr wird nun größtenteils mit eigenen Fahrzeugen der Baureihe 114 sowie einer von DB Regio angemieteten Lokomotive der Baureihe 112 durchgeführt.

### Ersatzverkehr zwischen Gelsenkirchen und Bochum im Februar 2022
In Zusammenhang mit dem Betreiberwechsel auf der Glückauf-Bahn wurde hier vom 19. bis 27. Februar im Stundenrhythmus gefahren.

### Ersatzverkehr bei der S-Bahn Hannover

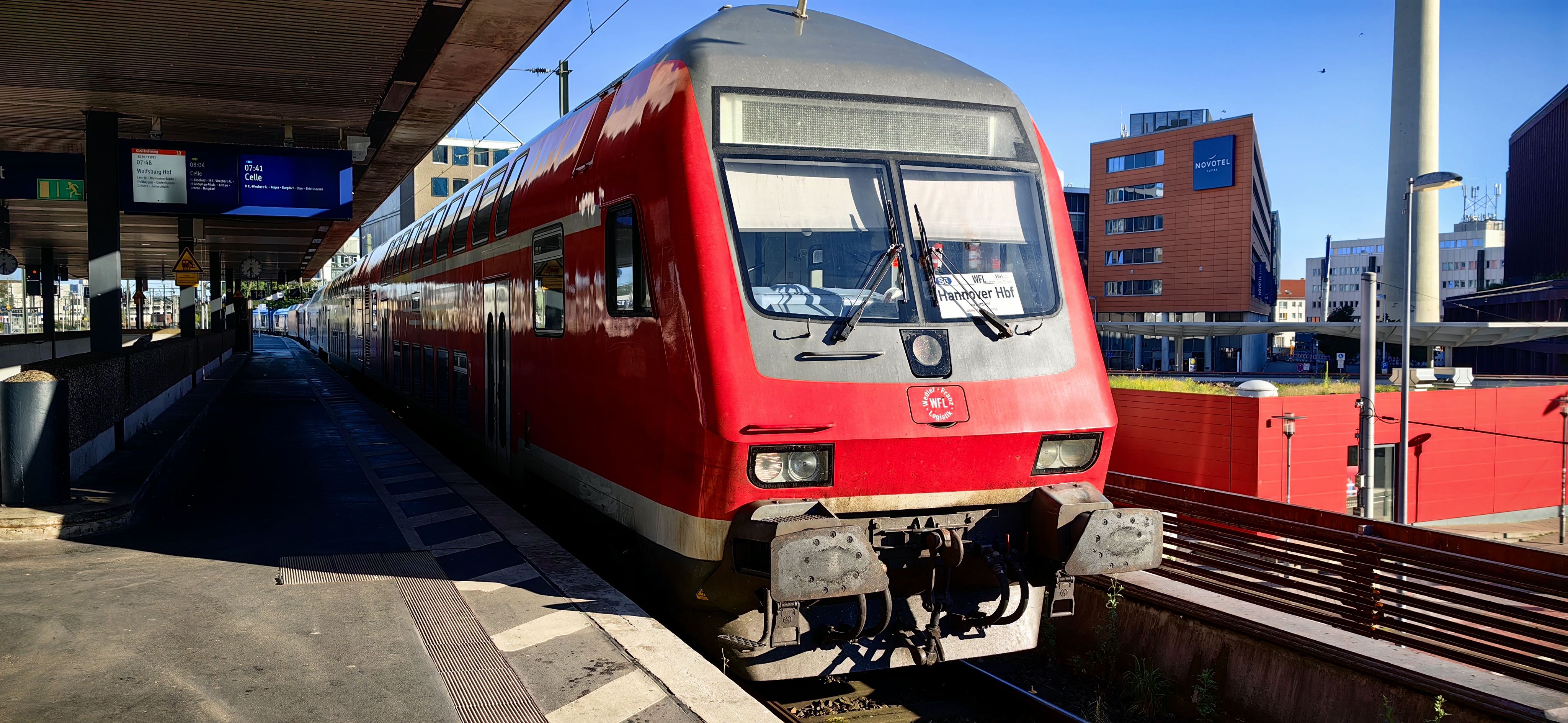
WFL-Ersatzzug auf der Linie S6 der S-Bahn Hannover in Hannover Hbf

Aufgrund der Verzögerungen bei der Fahrzeugbereitstellung bei der Transdev Hannover begann Wedler Franz Logistik am 25. August 2022 mit einem Ersatzverkehr mit Wendezügen aus n-Wagen und Doppelstockwagen im Netz der S-Bahn Hannover.
Diese Leistungen umfassten anfangs einen Umlauf auf der Linie S 3, bevor zum Fahrplanwechsel zum 11. Dezember 2022 stattdessen jeweils ein Umlauf der Linien S 7 und S 51 übernommen wurde. Der Ersatzverkehr endete mit dem 10. Juni 2023.
Zum kleinen Fahrplanwechsel im Juni 2024 hat die Wedler Franz Logistik mit zwei Umläufen den kompletten Verkehr auf der S 6, zunächst für ein halbes Jahr, übernommen. Gefahren wird mit Doppelstockwagen und Lokomotiven der Baureihe 112/143 und 145 als Wendezug.
Der Ersatzverkehr bei der S-Bahn Hannover wurde zum 14. Juni 2025 beendet.

### Ersatzverkehr zwischen Treuchtlingen und Würzburg von Juni 2023 bis September 2024
Wedler Franz Logistik begann zum 11. Juni 2023 für einen Zeitraum von zunächst vier Monaten, mittlerweile bis Fahrplanwechsel im Mai 2024, im Auftrag von Go-Ahead Bayern aufgrund von dessen Fahrzeug- und Personalmangel drei Umläufe, ab August vier Umläufe der Linie RE80 im Abschnitt Treuchtlingen–Würzburg zu übernehmen. Diese werden in Zusammenarbeit mit der SmartRail (SR) aus München erbracht.
Zum Einsatz kommen seit 1. Januar 2024 nur noch Doppelstockgarnituren. Bis 31. Dezember 2023 waren auch n-wagen-Garnituren mit im Einsatz. Die Doppelstockzüge werden mit den Baureihen 112, 114, 111 bespannt. Mittlerweile ist auch eine Maschine der Baureihe 145 der Häfen und Güterverkehr Köln im Einsatz hierbei handelt es sich um 145 086. Dabei werden täglich je Umlauf etwa 1200 Kilometer gefahren. Zeitweilig war ein Steuerwagen mit Wittenberger Kopf und Klotzbremsen im Einsatz. Kurzzeitig war auch eine MRCE 182 mit im Rennen beim Ersatzzugverkehr. Am 30. September 2024 war der letzte Ersatzverkehr-Tag auf dieser Strecke, bei der unter anderem die E94 088 vorgespannt wurde.

### Ersatzverkehr zwischen Leipzig und Chemnitz

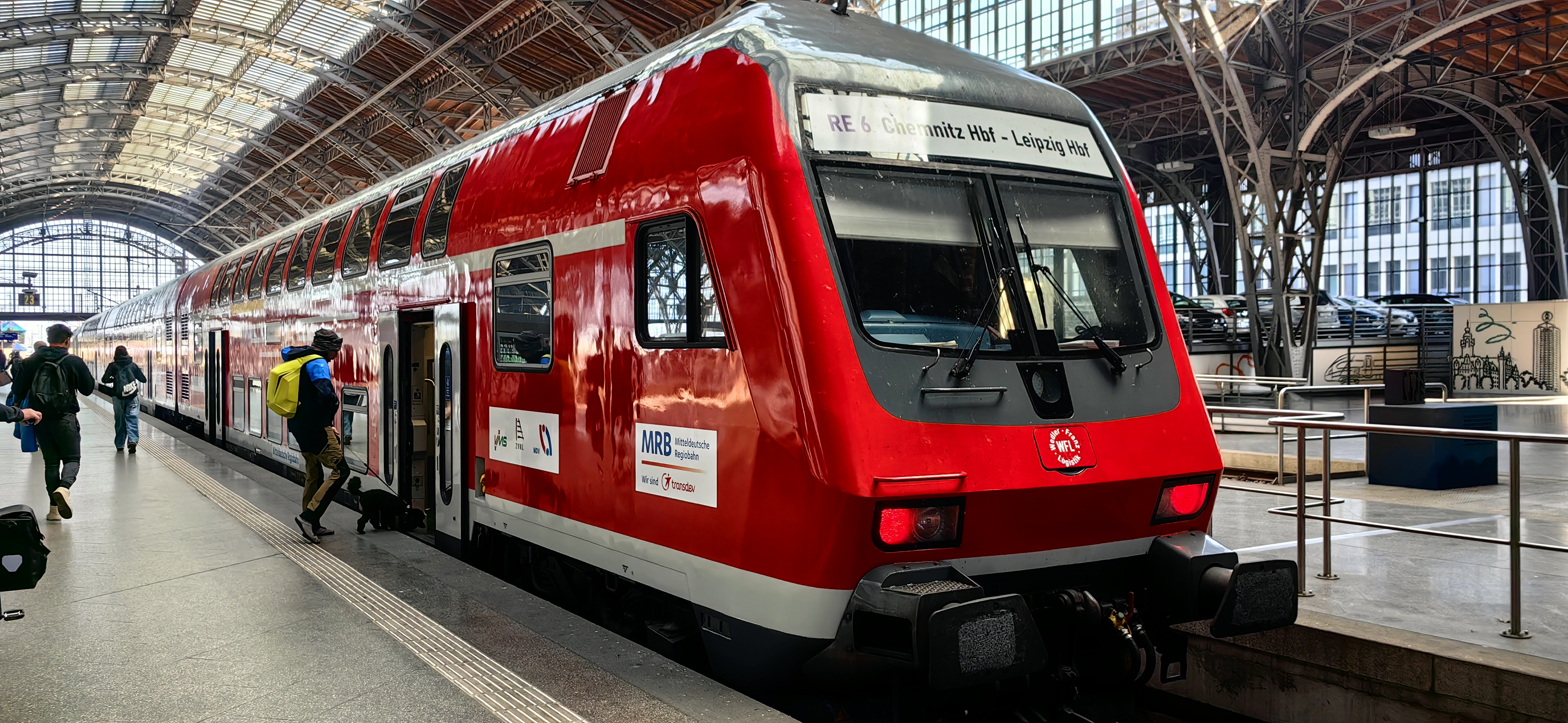
RE 6 Ersatzzug mit Wagen der Wedler Franz Logistik, Leipzig Hbf

Nachdem es bei der Mitteldeutschen Regiobahn auf der Regionalexpress-Linie 6 in letzter Zeit mehrfach zu Ausfällen und Problemen u. a. wegen Personalmangel und dem schlechten technischen Zustand der Züge gekommen ist, hat das Unternehmen Verbesserung versprochen und dies in Form eines Ersatzzuges umgesetzt. Dieser besteht aus einer Lokomotive der Baureihe 223, zwei Tiefeinstieg-Doppelstockwagen und einem Steuerwagen mit Wittenberger Kopf. Er ersetzt einen von drei nicht-barrierefreien Umläufen mit Abteilwagen. Damit wird nun zum ersten Mal auf dieser Linie ein Teil der Fahrten barrierefrei angeboten. Der Ersatzverkehr lief vom 10. Dezember 2023 bis zum 31. März 2024. Der Ersatzverkehr endete bereits einige Tage vorzeitig, am 29. März 2024, da der Zug durch Vandalismus so beschädigt wurde, dass er nicht mehr einsetzbar war.
Seit dem Fahrplanwechsel 2024/25 stellt das Unternehmen erneut zwölf Wagen für den Einsatz auf dieser Strecke. Die Züge bestehen aus zwei Doppelstockwagen und einem Doppelstock-Steuerwagen aus ehemaligem DB-Bestand, da der Hersteller dem Verkehrsverbund Mittelsachsen die bestellten Coradia Continental BEMU mangels Betriebszulassung nicht – wie vereinbart – 2024 übergeben können.

### Personenwagen für die S-Bahn Dresden
Seit Ende September sind auf den Linien S1 und S3 der S-Bahn Dresden Wagen der Bauart DBuza 747.4 als jeweils fünfter Wagen in den Zügen eingereiht.

### Expresskreuz Niedersachsen/Bremen
Aufgrund von massiven Lieferverzögerungen von neuen Triebzügen des Typs Coradia Max von Alstom hat DB Regio, Betreiber des Expresskreuz, einen großen Fahrzeugmangel. Von Dezember 2025 bis vsl. Juni 2026 ist die WFL daher beauftragt, Leistungen der Linie RE 9 Osnabrück – Bremen – Bremerhaven mit ihren eigenen Fahrzeugen zu übernehmen.

## Fuhrpark

### Lokomotiven
Die Wedler Franz Logistik betreibt über 40 Lokomotiven, darunter Dampf-, Diesel- und Elektrolokomotiven der ehemaligen Deutschen Reichsbahn. Die WFL arbeitet regelmäßig mit Lokomotivvermietern wie Akiem zusammen, um die kurzfristigen Arbeitsspitzen bedienen zu können.

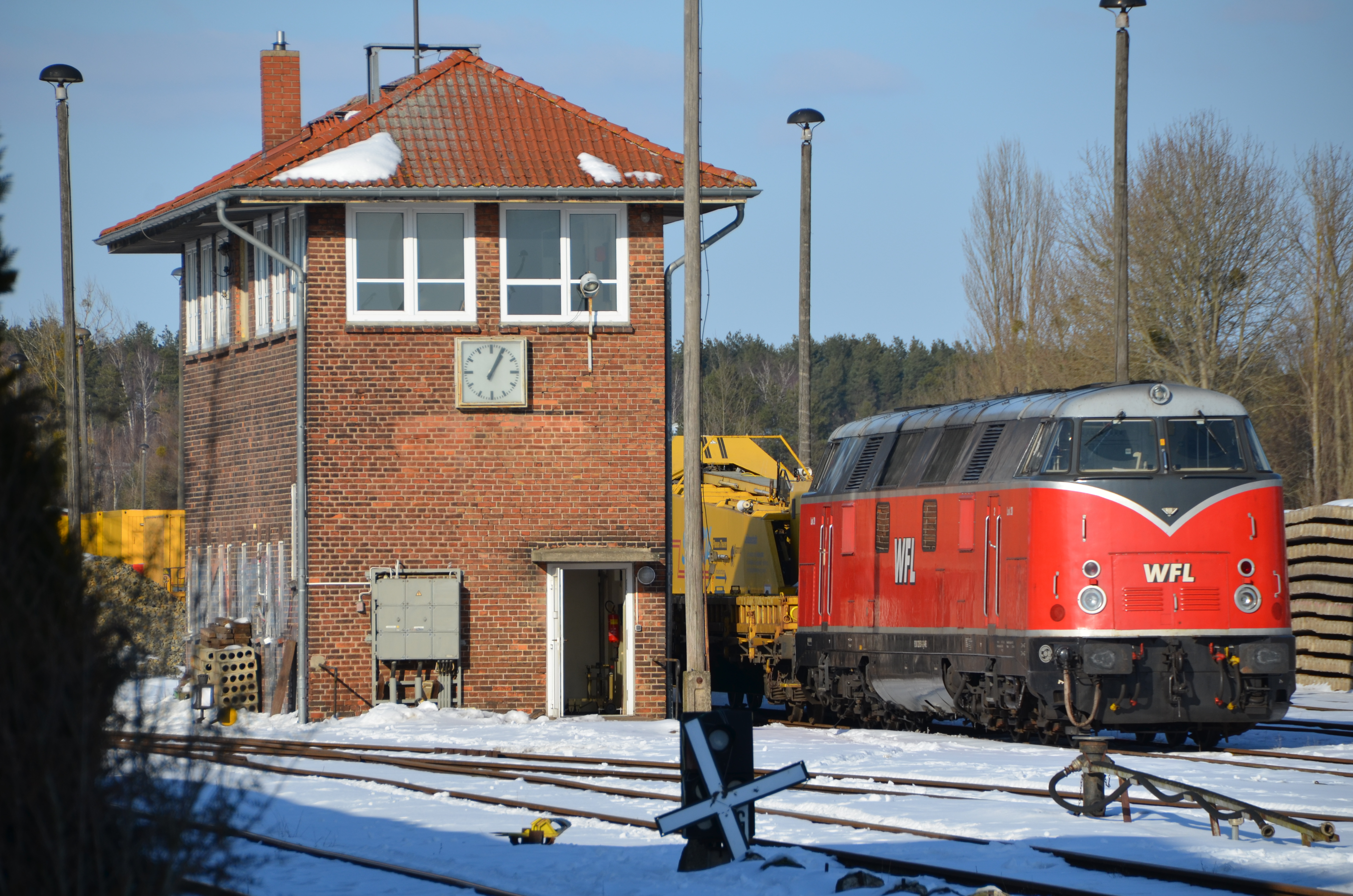
WFL Lok 20 in Neustrelitz

Folgende Lokomotiven und Wagen gehören der WFL:

#### Diesellokomotiven
- DR-Kleinlokomotive Leistungsgruppe I: Zwei Stück dieses Typs sind im Bestand.
- DR-Kleinlokomotive Leistungsgruppe II: Drei Stück dieses Typs sind im Bestand.
- DR-Baureihe V 60: Zehn Stück dieses Typs sind im Bestand.
- DR-Baureihe V 100: Zwölf Stück dieses Typs sind im Bestand.[18]
- DR-Baureihe V 180: Die WFL besitzt eine Lokomotive dieses Typs.
- DR-Baureihe 130: Dreizehn Stück dieses Typs sind im Bestand.[19]

#### Elektrolokomotiven

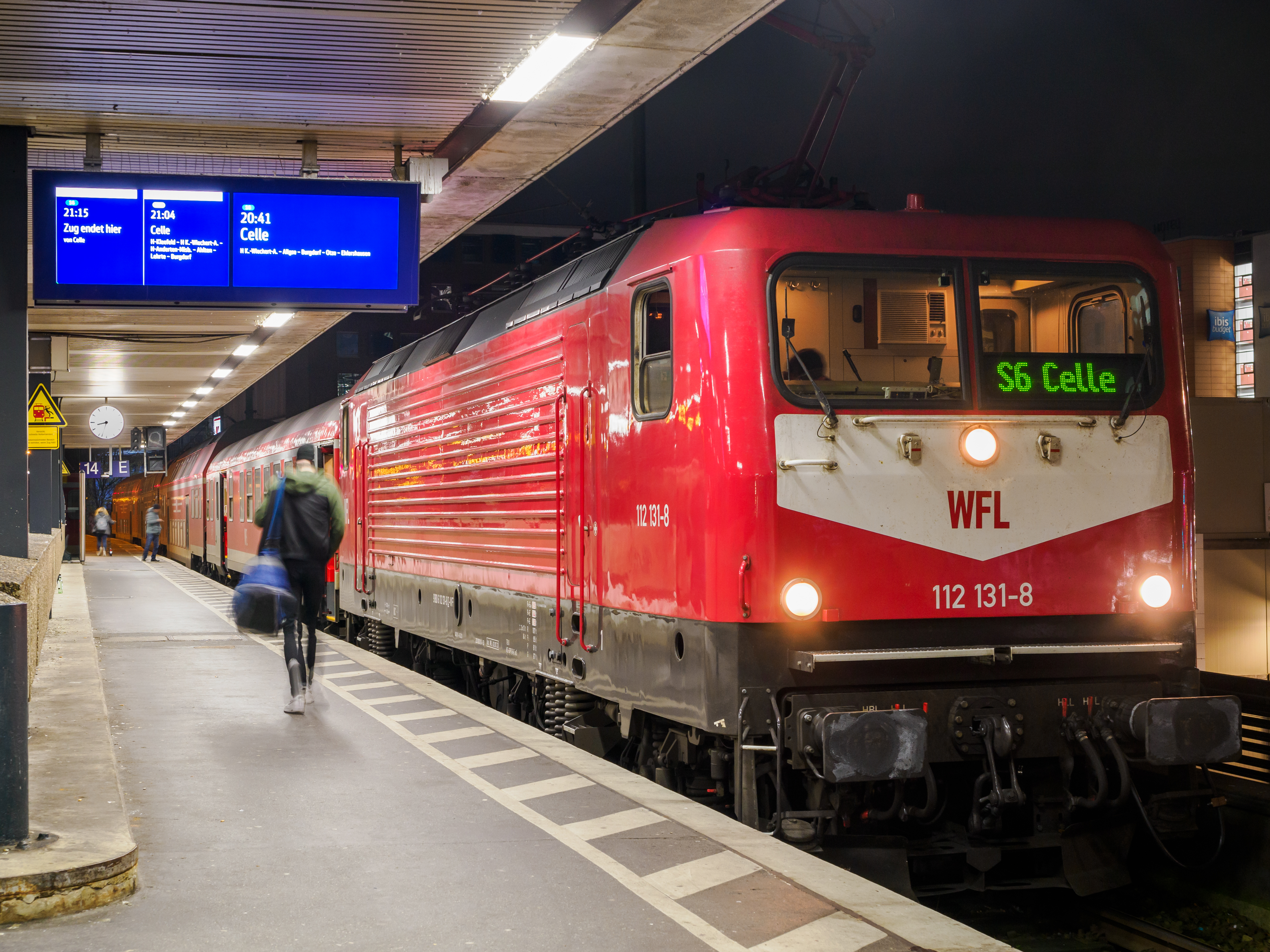
WFL 112 131 in Hannover

- DR-Baureihe 250: Vier Elektrolokomotiven dieses Typs sind im Bestand.[20]
- DB-Baureihe 114.0: Die drei Elektrolokomotiven werden vorwiegend im Reisezugdienst eingesetzt.[20]
- DB-Baureihe 112.1: Die drei Elektrolokomotiven werden vorwiegend im Reisezugdienst eingesetzt.

#### Dampflokomotiven
- DR-Baureihe 03: 03 2155 steht für Dampfsonderfahrten bereit und ist mit Baujahr 1934 die älteste Lokomotive im Bestand.
- DR 18 201: Die 1961 durch einen Umbau aus der 61 002 entstandene Schnellfahrlokomotive erzielte am 12. Oktober 1972 eine Spitzengeschwindigkeit von 182,4 km/h und ist damit die weltweit schnellste betriebsfähige Dampflokomotive.[21]
- DR-Baureihe 23.10: 35 1019 bzw. die ehemalige 23 1019.[22]
- DR-Baureihe 50.35: 50 3610, Baujahr 1941.
- DR-Baureihe 52.80: 52 8079 ist die einzige Lokomotive der WFL dieses Typs.[23]

### Wagen
Die WFL betreibt knapp über 70 Reisezugwagen. Etwa ein Drittel davon sind historische Wagen, welche für Sonderfahrten, vornehmlich mit Dampflokomotiven, eingesetzt werden. Bei der anderen Hälfte handelt es sich um modernisierte Nahverkehrswagen folgender Gattungen:
- n-Wagen
- DR-Doppelstockwagen
- y-Wagen

Wedler Franz Logistik hat folgende Güterwagen in ihrem Fuhrpark:
- Flachwagen Gattung Res[24]
- Gattung Facs (Schüttgutwagen)[25]
- Gattung Uas (Schüttgutkippwagen)[26]